# Дискримінація людей, які живуть з ВІЛ/СНІД
Дискримінація людей, які живуть з ВІЛ/СНІД («ЛЖВ» або «ЛЖВС»), або серофобія — упереджене ставлення та дії щодо ЛЖВ, які визначені законом як дискримінація. Така дискримінація існує у всьому світі, включаючи остракізм, сегрегацію, дискримінацію та уникнення. Наслідками стигми та дискримінації щодо ЛЖВ можуть бути низький рівень консультування та тестування на ВІЛ, криза ідентичності, ізоляція, самотність, низька самооцінка та відсутність зацікавленості щодо заліковування цієї хвороби.
У багатьох розвинутих країнах існує сильна кореляція між ВІЛ/СНІДом та чоловічою гомосексуальністю або бісексуальністю. У США приблизно 2 % населення — це чоловіків, які мають секс із чоловіками (ЧСЧ). Це населення найбільш сильно постраждало від ВІЛ, а також пов'язано з високим рівнем стигматизації та гомофобії. Початкова назва СНІДу була пов'язана з «гей-імунним дефіцитом» або GRID. На початку 1980-х років ВІЛ/СНІД був «розладом, який впливає переважно на чоловіків-гомосексуалів».
Деякі форми серйозної дискримінації можуть включати: неприйняття на роботу через статус, заборону купувати будинок, вимагання додаткових грошей при оренді житла, обов'язкове тестування на ВІЛ без попередньої згоди чи захисту конфіденційності; карантин ВІЛ-інфікованих людей та, у деяких випадках, втрата прав власності. Тестування на ВІЛ без дозволу та безпеки також може розглядатися як правопорушення проти осіб, які є ВІЛ-позитивними. Закони США щодо інвалідності забороняють дискримінацію в сфері ВІЛ / СНІДу в житлово-комунальному секторі, зайнятості, освіті та доступі до медичних та соціальних послуг.

## Дослідження
Дослідження показали, що дискримінація людей, які живуть з ВІЛ, є фактором, що сприяє затримання початку лікування ВІЛ. Щонайменше 20-40 % американців, які є ВІЛ-інфікованими, не розпочинають лікування протягом перших шести місяців після діагностики. Коли люди починають лікування з запізненням при прогресуванні ВІЛ (коли кількість клітин CD4 + T становить менше 500 клітин/мкл), у них 1,94 раза більший ризик смертності порівняно з тими, хто почав терапію, коли CD4 + Т-клітини все ще близько 500 клітин / мкл .
Додаткові дослідження показали, що освіта знижує рівень дискримінації та стигматизації ВІЛ / СНІДу в громадах. Дослідження, проведене Малайським університетом у 2015 році, показало, що в Нігеріїː «Отримання населенням фактичної інформації про ВІЛ / СНІД необхідне для зменшення стигматизації та дискримінації щодо ЛЖВ у громаді». Опитування з 56 307 чоловіків і жінок з різним рівнем освіти та соціально-економічним рівнем та віком від 15 до 49 років показало, що багаті люди та люди з середнім достатком були неупереджені щодо ЛЖВ. Навпаки, молоді дорослі, бідні люди швидше за все, були упередженими до ЛЖВ. Багато людей також вважають, що СНІД пов'язаний з гомосексуальністю.
Існує дискримінація від медичних працівників, які займаються лікуванням ВІЛ / СНІД — позитивних людей. У країнах третього світу та деяких громадах в Америці низьке фінансування ресурсів може зашкодити успішному забезпеченню належного догляду за ЛЖВ, які не можуть виплатити медичну допомогу або не матимуть іншого медичного страхування або інших форм оплати. У медичних працівників може бракувати належних знань про те, як поводитися з окремими особами, якщо їм бракує ресурсів та фінансування. У Південній Африці протестовано 223 медсестри з їх кваліфікації та знань про СНІД. Загальна оцінка знань, отримана всіма учасниками, коливалася від 2 до 16, у середньому 12,93 (SD = 1,92) на знання з ВІЛ / СНІД.

## Вплив на суспільство
Стигматизація ВІЛ / СНІДу була розділена на наступні три категорії:
- Інструментальна стигматизація — це відображення страху та побоювань, які, ймовірно, пов'язані з будь-якими смертельними та трансмісивними захворюваннями.[13]

- Символічна стигматизація — використання ВІЛ / СНІДу для вираження ставлення до соціальних груп або способу життя, сприйманих як пов'язані з цим захворюванням.[14]
- Чемність — стигматизація людей, пов'язаних з проблемою ВІЛ / СНІДу або ВІЛ-позитивних людей.[15]

Стигма, яка пов'язана з ВІЛ/СНІДом, може мати різні прояви:
- неприйняття та уникання людей, які живуть з ВІЛ/СНІДом або є представником спільноти людей, уразливих до ВІЛ;
- примусове тестування на ВІЛ без попередньої згоди та недотримання конфіденційності;
- насильство над людьми, які живуть з ВІЛ-інфекцією;
- ізоляція людей, які живуть з ВІЛ, тощо.[16]

Дослідження, проведені в Південній Африці, щодо стигми та дискримінації в громадах, показали, що ЛЖВ не тільки відчувають високий рівень стигми, який негативно впливає на всі сфери життя та впливає психологічно. Багато опитаних ЛЖВ звинувачували себе за свій стан. Це ще називають інтернальною стигматизацією, самостигматизацією або внутрішньою стигматизацією, оскільки це зачіпає почуття власної гідності людини.
У масштабі держави стигматизація і дискримінація призводять до втрати контролю над поширенням епідемії через побоювання людей,  що стане відомо про їх причетність до проблеми та їх зарахують до стигматизованої групи.